# Badeofen

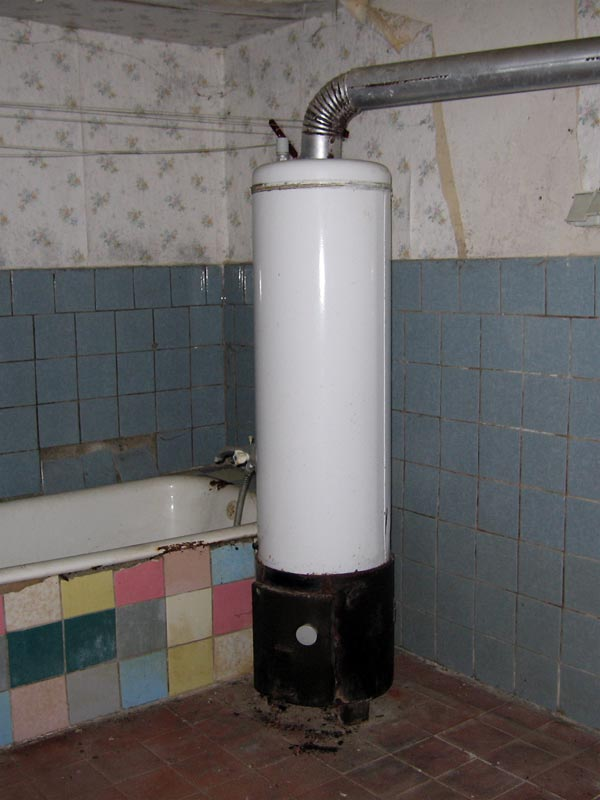
Badeofen

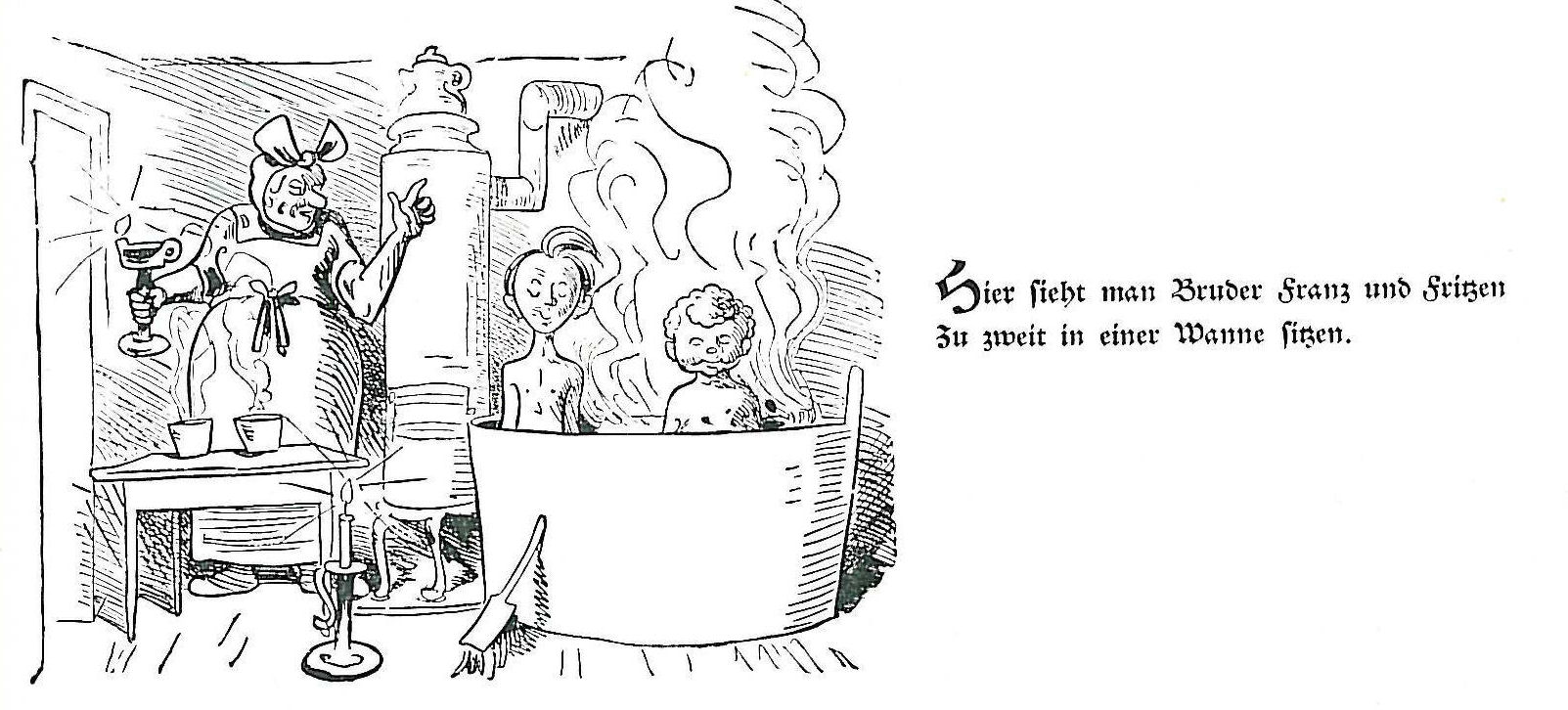
Badeofen beim Bad am Samstagabend, Zeichnung von Wilhelm Busch

Ein Badeofen ist ein druckloser Verdrängungsboiler mit einem Fassungsvermögen von meistens 80 Liter Wasser und dient zum Aufheizen von Bade- oder Duschwasser, nebenbei erwärmt der klassische Badeofen auch das Badezimmer.
Neuere Badeöfen sind aus emailliertem Stahlblech gebaut, ältere Modelle auch aus Kupferblech. Der Brennraum befindet sich unter dem senkrecht stehenden Wasserbehälter und das Rauchrohr führt durch diesen hindurch. Nach diesem Prinzip in ungleich kleinerem Maßstab arbeitet auch ein Kelly Kettle.
An der unteren Seite des Wasserbehälters befindet sich eine Mischbatterie, die kaltes Wasser in den Boiler leitet, wenn heißes Wasser benötigt wird. Das kalte Wasser drängt das im Kessel befindliche heiße Wasser nach oben. Das heiße Wasser fließt dann frei aus dem oberen Teil des Boilers zum dauernd offenen Auslauf der Mischbatterie, welche den Auslauf in die Badewanne formt. Hier befindet sich häufig ein Umschaltventil zu einer angebauten Schlauchbrause. Heizt der Boiler das Wasser auf, so dehnt sich dieses aus. Deshalb treten kleine Wassermengen über den – wie oben erwähnt dauernd offenen – Auslauf der Mischbatterie aus. Aus diesem Grund darf die Verbindung zwischen Auslauf und Boiler auch nicht abgesperrt werden.
In der Regel werden Badeöfen mit Festbrennstoffen (Kohle oder Holz) geheizt und erwärmen somit auch das Badezimmer. Seltener gibt es mit Heizöl oder Gas befeuerte Geräte. Badeöfen können daher nur dort aufgestellt werden, wo sich ein Anschluss an einen Schornstein in der Nähe befindet, was in den Badezimmern vieler Neubauten häufig nicht mehr der Fall ist.
Wenn auch heutige Wohnungen meistens über fließend heißes Wasser verfügen, werden in Deutschland weiterhin klassische Badeöfen hergestellt und vertrieben. Als Erfinder des Badeofens gilt der Kupferschläger und Pumpenmacher Johann Vaillant.
Drucklose Badeöfen waren in der Zeit nach dem Zweiten Weltkrieg beliebt, da mit ihnen sehr einfach Bäder in Altbauten eingerichtet (nachgerüstet) werden konnten. Zudem ließen sich alle Festbrennstoffe verfeuern, die aufgetrieben werden konnten und der Betrieb war auch dort möglich, wo keine Gasleitung oder ein ausreichend leistungsfähiger Stromanschluss vorhanden war.
Es gibt auch noch, wenn auch seltener, unter Druck stehende Badeöfen, deren Installation deutlich anspruchsvoller war, die aber den Vorteil hatten, dass der Badeofen nicht direkt neben der Wanne stehen musste, auch war der Anschluss mehrerer Zapfstellen (z. B. Badewanne und Küchenspüle) möglich.